# Encyrtoalces
Encyrtoalces is een geslacht van vliesvleugeligen uit de familie Encyrtidae. De wetenschappelijke naam van dit geslacht is voor het eerst geldig gepubliceerd in 1985 door De Santis.

## Soorten
Het geslacht Encyrtoalces is monotypisch en omvat slechts de volgende soort:
- Encyrtoalces huemul De Santis, 1985